# کریستین دی‌بل
کریستین دی‌بل (انگلیسی: Kristine DeBell؛ زادهٔ ۱۰ دسامبر ۱۹۵۴) یک هنرپیشه و مانکن اهل ایالات متحده آمریکا است.
از فیلم‌ها یا برنامه‌های تلویزیونی که وی در آن نقش داشته است می‌توان به آلیس در سرزمین عجایب (۱۹۷۶) و برچسب: بازی ترور(۱۹۸۲) اشاره کرد.